# Ирментруда Орлеанска
Ирментруда Орлеанска (на немски: Irmentrud; на френски: Ermentrude d'Orléans; * 27 септември 825; † 6 октомври 869, манастир Хаснон) е първата съпруга на краля на Западното франкско кралство Карл II Плешиви (Каролинги) и кралица през 843 – 867 г.

## Биография
Ирментруда е дъщеря на граф Одо Орлеански († 834) от род Удалрихинги и Ингелтруда от Фезенсак от род Матфриди. Към нейните прародители се броят Карл Мартел, Пипин I Стари и лангобардския крал Дезидерий.
На 13/14 декември 842 г. Ирментруда се омъжва в Quierzy за Карл Плешиви. През 867 г. тя се разделя от нейния съпруг и се оттегля в манастира на Хаснон при Валансиен, където умира след две години. Погребана е в базиликата на Сен Дени, Париж, Франция.

## Деца
- Юдит Фландърска (* 844 † 870), ∞ 1. 856 г. крал Етелулф от Уесекс († 858); ∞ 2. 858 г. крал Етелбалд от Уесекс († 860), ∞ 3. след едно отвличане 862 г. граф Балдуин I от Фландрия († 879)
- Луи II Заекващия (* 846; † 879), крал на западното франкско кралство
- Карл Детето (* 847/848; † 866), крал на Аквитания
- Карлман († 876), игумен на St. Médard в Соасон, 874 игумен на Ехтернах (в Люксембург)
- Лотар († 865), 861 монах, по-късно игумен на Saint-Germain д'Оксер
- Ирментруда († 877), игуменка на Хаснон при Валансиен
- Ротруда († 889), игуменка на Андлау